# Carlota Luisa de Godoy y Borbón
Carlota Luisa Manuela de Godoy i Borbó (Madrid, 7 d'octubre de 1800 - París, 13 de maig de 1886), va ser una aristòcrata espanyola, pertanyent a les cases de Borbó, Godoy i Ruspoli.

## Biografia
Va ser filla única del primer ministre de Carles IV, Manuel de Godoy (1767–1851), I duc de la Alcudia, i de Sueca i de María Teresa de Borbón y Vallabriga, XV comtessa de Chinchón, filla al seu torn de l'infant Lluís Antoni de Borbó i Farnese i de María Teresa de Vallabriga y Rozas.
Els reis anaren des de l'Escorial per apadrinar-la en una cerimònia celebrada per l'Arquebisbe de Toledo (que havia estat Inquisidor General), Francisco Antonio de Lorenzana, a la pròpia habitació del rei. La mare i la filla van ser condecorades amb l'Orde de les Dames Nobles de la Reina Maria Lluïsa. Després del motí d'Aranjuez, Carlota va romandre al costat dels reis, cuidant d'ella la seva padrina la reina Maria Lluïsa de Parma.
Carlota Luisa, no serà volguda per la seva mare, María Teresa de Borbón y Vallabriga per ser filla de Godoy, encara que sempre serà tinguda en compte per la reina Maria Lluïsa de Parma, la seva padrina, que quan estava en el seu exili romà va voler casar-la amb el seu fill Francesc de Paula, del qual es deia que havia nascut fruit de les seves relacions extramatrimonials amb Godoy. Però, tot i l'estima de la reina, en canvi la seva mare es va distanciar d'ella fins al punt que va arribar a afirmar: "...avorreixo a aquesta criatura, perquè amb la seva sola presència em recorda que és filla de Godoy..."
Ferran VII va prohibir que Godoy i la seva família tornaren a Espanya i va aconseguir que se'ls suprimiren totes les seves pensions. Va impedir també a Carlota Luisa que es casara amb diversos pretendents, però aquesta va aprofitar el pronunciament de Riego per casar-se el 8 de novembre de 1821 amb el príncep italià Camilo Ruspoli. Després, els seus oncles regents del govern provisional l'autoritzaren a tornar a Espanya (encara que no a Godoy).
Una Real Orde dictada per Ferran VII l'1 de gener de 1829, va concedir la meitat dels béns confiscats a Godoy després del motí d'Aranjuez, a María Teresa, mare de Carlota, poc temps després que aquesta morira i van ser heretats per Carlota.
Els ducs de San Fernando de Quiroga, oncles de Carlota, no van tenir descendència i per això la seva tia materna María Luisa de Borbón y Vallabriga va fer testament a favor seu, en ser la seva única neboda "...com a única filla de la meva molt estimada difunta germana...", cedint-li la col·lecció de pintures heretada dels seus pares i del seu germà el cardenal Luis María de Borbón y Vallabriga. Va ser propietària de la Devesa de Araya, situada entre Navas del Madroño i Brozas, tots dos municipis de la província de Càceres.

## Descendència
Carlota no havia estat autoritzada pel rei d'Espanya a casar-se en una Casa Real com li va ocórrer a la seva mare, per la qual cosa va contraure matrimoni a Roma el 8 de novembre de 1821 amb el príncep Camilo Ruspoli (1788 – 1864), cap de l'esquadró de Dracs de Lleó XII, cavaller de l'Orde de Malta, de la Maestranza de Granada i gran creu de l'Orde de Carlos III, fill de Francesco, III príncep de Cerveteri, i de Maria Leopoldina, comtessa von Khevenhüller-Metsch. El matrimoni va ser autoritzat per Ferran VII, cosí de la contraent. D'aquest matrimoni van néixer dos fills:
- Adolfo Ruspoli y Godoy (Bordeus, 1822 – París, 1914), II duc de la Alcudia, Gran d'Espanya i III comte de Evoramonte. Es va casar en 1857 amb Rosalía Álvarez de Toledo y Silva, filla dels ducs de Medina-Sidonia i va tindre descendència.

- Luigi Ruspoli y Godoy (Roma, 1828 – Florència, 1893), III marquès de Boadilla del Monte. Es va casar amb Matilde Martellini el 1852, amb descendència. Posteriorment, Es va casar en segones núpcies amb Emilia Landi, de la qual també va tindre descendència.

## Títols i senyorius
Després de la mort dels seus pares, va heretar els títols i estats d'aquests. Va ser, llavors:
- XVI Comtessa de Chinchón, Gran d'Espanya de primera classe, des de 1831.
- II Duquessa de Sueca, Gran d'Espanya de primera classe, des de 18 de juliol de 1830.
- II Marquesa de Boadilla del Monte, des de 22 d'octubre de 1853.
- II Comtessa de Evoramonte, en el Regne de Portugal.
- Princesa Ruspoli, per matrimoni.

No obstant això, Carlota no va heretar alguns dels títols nobiliaris del seu pare, com el Principat de la Pau (expropiat en 1808 pel rei Ferran VII), o la baronia de Mascalbó, rehabilitada en 1995 per un dels seus descendents. A més, en el ducat de l'Alcudia va succeir directament el seu fill primogènit, Adolfo.
El sentit de l'atorgament de títols com el del Ducat de Sueca a Manuel Godoy està íntimament unit a la riquesa que al seu posseïdor li atorgava alguns drets, com el de pesca en l'albufera de València, que corresponia al Senyor de l'Albufera. Carlota Godoy, va litigar fins a finals del segle xix contra l'Ajuntament de Sueca per evitar l'extinció d'aquestos drets senyorials, però no ho va aconseguir.

## Ordes
- Dama de l'Orde de les Dames Nobles de la Reina Maria Lluïsa, des de 10 d'octubre de 1800.
- Dama de l'Orde de Santa Isabel Reina de Portugal